# Rio Marina
Rio Marina – miejscowość i gmina we Włoszech, w regionie Toskania, w prowincji Livorno.
Według danych na rok 2004 gminę zamieszkiwały 2152 osoby, 113,3 os./km².
1 stycznia 2018 gmina została zlikwidowana.